# Valens Ndayisenga
Valens Ndayisenga (Rwamagana, 1 januari 1994) is een Rwandees wielrenner die in 2017 reed voor Tirol Cycling Team.

## Carrière
In 2014 werd hij kampioen van zijn land in zowel de tijdrit als de wegrit.
Ndayisenga deed mee aan de Gemenebestspelen van 2014, in de tijdrit eindigde hij op plek 23, de wegrit reed hij niet uit. In 2015 volgde hij een stage aan het UCI Centre mondial du cyclisme.

## Overwinningen
2013
2e etappe Ronde van Rwanda
2014
 Rwandees kampioen tijdrijden, Elite
 Rwandees kampioen op de weg, Elite
2e etappe Ronde van Rwanda
Eind- en jongerenklassement Ronde van Rwanda
2015
Proloog Ronde van Egypte
 Rwandees kampioen tijdrijden, Elite
 Rwandees kampioen tijdrijden, Beloften
2016
 Afrikaans kampioen tijdrijden, Beloften
 Rwandees kampioen tijdrijden, Beloften
 Rwandees kampioen op de weg, Beloften
2e en 6e etappe Ronde van Rwanda
Eind- en jongerenklassement, beste Rwandese en beste Afrikaanse renner Ronde van Rwanda
2017
7e etappe Ronde van Rwanda

## Resultaten in voornaamste wedstrijden
|      | \| Jaar \| \| WK op de weg \| \| ---- \| \| ------------ \| \| 2017 \| \| opgave \| |              |
| Jaar |                                                                                     | WK op de weg |
| 2017 |                                                                                     | opgave       |

## Ploegen
- 2016 –  Dimension Data for Qhubeka
- 2017 –  Tirol Cycling Team

de Bod · Dlamini · Eyob · Gebreigzabhier · Gibbons · Girdlestone · Julius · Navarra · Ndayisenga · Salie · Uwizeyimana